# Сигнали над градом
Сигнали над градом је југословенски филм из 1960. године. Филм је сниман у Карловцу у данашњој Хрватској. Радња филма заснована је на истинитим догађајима који су се десили у Карловцу 1941. године.

## Радња
По доласку у Карловац заробљен је Томо Кнежевић, члан партизанског главног штаба из Загреба, са њим је заробљен један карловачки илегалац таксиста Перо Смољан. Карловачки партизани на челу са командантом Ранком прерушени улазе у град са задатком да ослободе Тому и Перу пре него што на мукама проговоре.
Група партизана упада у непријатељску клопку, управо у тренутку кад је сретан исход акције већ био на помолу. Партизани се одлуче на рискантан и крајње неизвјестан пробој преко моста. На трагу им се нађу усташки агенти на челу са Бојником Лукарићем.

## Улоге
| Глумац                   | Улога                              |
| ------------------------ | ---------------------------------- |
| Александар Гаврић        | Командир Ранко                     |
| Марија Точиноски         | Др Пољуган                         |
| Миха Балох               | Роберт Маркић „Шпањолац“           |
| Драган Оцокољић          | Едо                                |
| Тонко Лонза              | Бојник Лукарић                     |
| Велимир Бата Живојиновић | Партизан Тоша                      |
| Иван Шубић               | Томо Кнежевић                      |
| Иво Пајић                | Таксист Перо (као Иван Пајић)      |
| Славко Миџор             | надстојник Редарства               |
| Адам Ведерњак            | Стипе - партизанска веза у граду   |
| Нела Ержишник            | газдарица                          |
| Велимир Хитил            | Вјеко                              |
| Бранко Боначи            | Дује                               |
| Ђорђе Ненадовић          | Крешо                              |
| Драган Миливојевић       | Агент 2                            |
| Драго Митровић           | шеф агената                        |
| Златко Црнковић          | Марко - илегалац ухапшен у биртији |
| Владимир Крстуловић      | Возач хитне (као Владо Крстуловић) |
| Рикард Брзеска           | Портир у болници                   |
| Бранко Шпољар            | Доктор Вуковић                     |

Комплетна филмска екипа  ▼
| Редитељ                   | Живорад Жика Митровић   |                                                 |
| Сценариста                | Славко Голдштајн        |                                                 |
| Композитор                | Бојан Адамич            |                                                 |
| Директор фотографије      | Бранко Иватовић         | директор фотографије                            |
| Монтажер                  | Војислав Бјењаш         |                                                 |
| Сценограф                 | Владимир Тадеј          |                                                 |
| Одсек за шминку           | Дује Дупланчић          | шминкер                                         |
| Менаџер продукције        | Јосип Лулић             | директор филма                                  |
| Менаџер продукције        | Божидар Митровић        | вођа снимања                                    |
| Менаџер продукције        | Живко Петровић          | помоћник директора филма                        |
| Менаџер продукције        | Иван Прњак              | помоћник организатора                           |
| Помоћник режије           | Ана Марија Цар          | помоћник редитеља                               |
| Помоћник режије           | Вања Пинтер             | помоћник редитеља                               |
| Помоћник режије           | Миомир Мики Стаменковић | први помоћник редитеља (као Миомир Стаменковић) |
| Уметнички одсек           | Петар Ловрић            | сценски реквизитер                              |
| Уметнички одсек           | Стево Влаховић          | сценски реквизитер                              |
| Одсек за звук             | Федор Јелер             | тонски сарадник                                 |
| Одсек за камеру и расвету | Миливој Мајнарић        | пратилац камере                                 |
| Одсек за камеру и расвету | Стјепан Милић           | Расветљивач                                     |
| Одсек за камеру и расвету | Ивица Рајковић          | фотограф                                        |
| Одсек за камеру и расвету | Људевит Сикић           | пратилац камере                                 |
| Одсек за камеру и расвету | Миливој Визинтин        | пратилац камере                                 |
| Одсек за камеру и расвету | Никола Вујасиновић      | сценски мајстор                                 |
| Одсек за костим           | Марко Церовац           |                                                 |
| Одсек за монтажу          | Нада Јелер              | асистент монтажера                              |
| Музички одсек             | Лидија Јојић            | музички сарадник                                |
| Остала екипа              | Дана Господнетић        | секретар режије (као Дана Лончар)               |

## Награде
Пула 61' - Диплома за монтажу Војиславу Бјењашу; Признање за неговање акцијског филма Жики Митровићу